# Кадагидзе, Заира Григорьевна
Заира Григорьевна Кадагидзе — один из ведущих российских онкоиммунологов, доктор медицинских наук, профессор, заслуженный деятель науки Российской Федерации. Профессор НМИЦ онкологии им. Н. Н. Блохина и Московского государственного медико-стоматологического университета.

## Биография
Родилась 09.04.1943.
В 1965 году после окончания лечебного факультета Тбилисского государственного медицинского института поступила в аспирантуру Института экспериментальной и клинической онкологии АМН СССР в лабораторию вирусологии и иммунологии опухолей к Георгию Яковлевичу Свет-Молдавскому. В 1969 году защитила диссертацию на соискание ученой степени кандидата медицинских наук на тему «Исследование противоопухолевых веществ на модели трансплантационного иммунитета».
С 1969 по 1973 год работала в лаборатории вирусологии и иммунологии опухолей сначала в должности старшего лаборанта, а затем младшего научного сотрудника. В это время Свет-Молдавский и его сотрудники за 10 лет до описания американскими исследователями естественных киллерных клеток и их активации интерфероном показали, что лимфоциты нормальных (не иммунизированных) животных под действием интерферона приобретают способность подавлять рост опухолевых клеток как ин витро, так и в организме мышей.
В 1973 году по инициативе академика РАН и РАМН Н. Н. Трапезникова впервые в СССР в структуре онкологического учреждения была организована клинико-иммунологическая лаборатория, которую возглавила Заира Кадагидзе и руководила ею более 40 лет.
В 1977 году защитила докторскую диссертацию «Изучение иммуннологического статуса у онкологических больных (меланома, саркомы костей и мягких тканей)». В ней научно обосновала закономерность нарушений иммунологических показателей у онкологических больных и предложила использовать методы иммунокоррекции в комплексном лечении больных со злокачественными новообразованиями. В 1981 году присвоено звание профессора.
С 1982 по 1992 год из лаборатории клинической иммунологии под руководством З. Г. Кадагидзе и профессора А. Ю. Барышникова выходит ряд крупных разработок в области иммунодиагностики лейкозов и лимфом человека. Созданы оригинальные иммунологические диагностикумы для определения дифференцировочных и лейкозоассоциироваиных антигенов. Сферой её интересов было и остается изучение механизмов взаимодействия иммунной системы и опухоли.
Автор более 500 научных работ (из них 137 опубликованы за рубежом), 16 монографий, имеет 10 авторских свидетельств. Ею подготовлено 62 кандидата и 11 докторов медицинских наук.
Является учёным секретарем Диссертационного Совета ФГБУ «НМИЦ онкологии им. Н. Н. Блохина» Минздрава России № 222/НК от 13 марта 2019 года, членом общества иммунологов и общества онкологов России, членом редколлегии журналов: Иммунология, Российский биотерапевтический журнал, Российский журнал иммунологии, Саркомы костей, мягких тканей и опухоли кожи; CA (Cancer Jornal for Clinicians).
С 2016 года распоряжением президиума РАН утверждена экспертом РАН по иммунологии.
Сочинения:
- Иммунитет и рак [Текст] / Р. М. Хаитов, З. Г. Кадагидзе. — Москва : ГЭОТАР-Медиа, 2018. — 251 с. : цв. ил., табл.; 21 см; ISBN 978-5-9704-4481-8 : 3 000 экз.
- Учебно-методическое пособие по клинической онкоиммунологии. [В 2 ч.]. З. Г. Кадагидзе, В. В. Городилова, Т. А. Куницына. Ч. 1. — Саратов : СГМИ, 1988. — 90,[2] с. Ч. 2. — Саратов : Изд-во Сарат. ун-та, 1989. — 74,[2] с.; ISBN 5-292-00740-4 :

## Награды и премии
Заслуженный деятель науки Российской Федерации, (2004), лауреат Премии Правительства Российской Федерации в области науки и техники (2005). 18 июня 2021 Указом Президента Российской Федерации награждена орденом Дружбы. В 2018 году награждена медалью общества иммунологов им. А. А. Ярилина.